# Sepedon gracilicornis
Sepedon gracilicornis är en tvåvingeart som beskrevs av Orth 1986. Sepedon gracilicornis ingår i släktet Sepedon och familjen kärrflugor.
Artens utbredningsområde är Michigan. Inga underarter finns listade i Catalogue of Life.